# Chala jezik
Chala jezik (ISO 639-3: cll; isto i cala, tshala), nigersko-kongoanski jezik iz ganskih regija Volta i Northern. Govori ga oko 3 000 ljudi (2003 GILLBT) u selima Nkwanta, Odomi, Ago (regija Volta) i Jadigbe (Northern).
Chala s još 6 drugih jezika čini istočnu podskupinu grusijskih jezika. Neki od njih govore i gikyode [acd], pod čijim vrhovnim poglavicom žive.

## Vanjske poveznice
- Ethnologue (14th)
- Ethnologue (15th)
- The Chala Language